# North River Shores
North River Shores és una concentració de població designada pel cens dels Estats Units a l'estat de Florida. Segons el cens del 2000 tenia 3.101 habitants.

## Demografia
Segons el cens del 2000, North River Shores tenia 3.101 habitants, 1.417 habitatges, i 916 famílies. La densitat de població era de 921 habitants/km².
Dels 1.417 habitatges en un 21,4% hi vivien nens de menys de 18 anys, en un 54,7% hi vivien parelles casades, en un 7,6% dones solteres, i en un 35,3% no eren unitats familiars. En el 29,5% dels habitatges hi vivien persones soles el 17,8% de les quals corresponia a persones de 65 anys o més que vivien soles. El nombre mitjà de persones vivint en cada habitatge era de 2,18 i el nombre mitjà de persones que vivien en cada família era de 2,68.
Per edats la població es repartia de la següent manera: un 17,8% tenia menys de 18 anys, un 4,6% entre 18 i 24, un 21,8% entre 25 i 44, un 25,3% de 45 a 60 i un 30,5% 65 anys o més.
L'edat mediana era de 49 anys. Per cada 100 dones de 18 o més anys hi havia 85,4 homes.
La renda mediana per habitatge era de 43.813 $ i la renda mediana per família de 55.052 $. Els homes tenien una renda mediana de 47.330 $ mentre que les dones 26.118 $. La renda per capita de la població era de 28.449 $. Entorn del 5,6% de les famílies i el 5,3% de la població estaven per davall del llindar de pobresa.

## Poblacions més properes
El següent diagrama mostra les poblacions més properes.